# لويس وولف
لويس وولف (بالإنجليزية: Louis Wolf) هو سياسي أمريكي، ولد في 1825. حزبياً، نشط في الحزب الديمقراطي. وقد انتخب عضو جمعية ولاية ويسكونسن وانتخب عضو مجلس ولاية ويسكونسن.